# Silent Hill 3
Silent Hill 3 est un jeu vidéo de genre survival horror développé et édité par Konami, sorti en 2003 sur PlayStation 2 et ensuite sur  Windows. C'est le 3e épisode de la série Silent Hill et, scénaristiquement, la suite directe de Silent Hill, sorti en 1999 sur PlayStation.
Silent Hill 2 et Silent Hill 3 font partie de la compilation Silent Hill HD Collection (en) sortie en mars 2012 sur PlayStation 3 et Xbox 360.
À la suite du succès des ventes de Silent Hill 2 Remake, un remake de ce troisième jeu, intitulé Silent Hill 3 Remake, serait en développement par Bloober Team,.

## Trame

### Contexte
Heather Mason, une jeune femme de 17 ans, se promène dans le centre commercial de sa ville lorsqu'un détective privé nommé Douglas Cartland l'interpelle pour la questionner. Méfiante, elle lui échappe en se réfugiant dans les toilettes pour dames. En revenant dans le centre, la jeune femme est prise au piège d'un monde cauchemardesque où des créatures immondes arpentent les vestiges de la réalité. Le mal qui la frappe a un air étrange de déjà-vu. Heather devra faire face à son passé et retourner là où tout a débuté : la ville de Silent Hill…

### Résumé
Après un cauchemar où elle perd la vie dans un parc d'attractions peuplé de monstres, Heather se réveille dans le restaurant d'un centre commercial. Elle téléphone à son père avant de retourner chez elle mais elle est abordée par Douglas Cartland, un détective privé qui affirme avoir des informations importantes à son sujet, et souhaite lui présenter quelqu'un. En dépit du désintérêt d'Heather, il insiste, ce qui la pousse à se réfugier dans les toilettes des femmes et à s'enfuir par la fenêtre. Mais en échappant à son gêneur, elle se retrouve prisonnière d'une réalité altérée.
L'arrivée de ce Douglas dans la vie de Heather semble réveiller un souvenir oublié au plus profond de sa mémoire. En parallèle, son entrée dans cet univers mystérieux se transforme vite en cauchemar, puis en véritable enfer. Heather va retourner dans le centre commercial, mais toute trace humaine l'y aura déserté, et en lieu et place vont se trouver toute une série de monstres. Son chemin vers son domicile alternera entre une pseudo-réalité teintée de cauchemar et une dimension parallèle atteignant le fond de l'horreur. Dans cette autre dimension, elle fera la connaissance d'une femme nommée Claudia qui affirme bien la connaître, et d'un étrange homme nommé Vincent fasciné par les horreurs qu'il voit.
Heather tente tant bien que mal de survivre, et essaie de comprendre ce qui lui arrive. Elle parvient à s'échapper du centre commercial et croise à nouveau le chemin de Douglas, qui révèle avoir été recruté par Claudia pour la retrouver. Elle tente de fuir par le métro, mais se retrouve aux prises avec un monde pire encore que le précédent. Ballottée de cauchemar en monde parallèle, elle finit par retrouver son appartement, où elle découvre qu'un horrible monstre a assassiné son père sur ordre de Claudia. Avant de s'enfuir, Claudia invite Heather à se souvenir de qui elle est, et lui dit qu'elle l'attendra à Silent Hill, « là où tout commence ». Après avoir vaincu le monstre, Heather retourne dans son appartement pour pleurer la mort de son père, puis décide d'aller à Silent Hill, bien déterminée à tuer Claudia. Douglas aide Heather à donner une sépulture de fortune à son père, et lui propose de la conduire sur place. S'ensuit une longue discussion dans laquelle Heather apprend beaucoup de choses sur son passé, ainsi que sur la mystérieuse ville.
Arrivés à Silent Hill, Douglas et Heather se séparent, chacun en quête d'informations. À nouveau, les dangers à affronter sont grands. Douglas va tenter de déloger Claudia, tandis que Heather essaiera d'entrer en contact avec un certain Leonard, enfermé dans l'hôpital psychiatrique Brookhaven qui pourrait lui apprendre beaucoup de choses sur sa situation. Il s'avère en réalité que Leonard est le père de Claudia, qu'il déteste sa fille malgré leur foi commune, et que lui-même est un horrible monstre que Heather devra combattre pour récupérer le Sceau de Métatron.
Après avoir appris la réalité sur Leonard, Heather tente à nouveau de rejoindre Douglas, mais ne rencontre que Vincent, personnage énigmatique qui navigue entre le bien et le mal. Rassuré de voir que Heather est en possession du Sceau, Vincent lui indique comment retrouver le lieu que Heather recherche : une chapelle secrète. Pour cela, elle doit passer par le parc d'attractions de la ville. En y entrant, Heather est à nouveau aspirée par une réalité alternative peuplée des pires cauchemars.
Elle finit par y retrouver Douglas, qui a tenté de mettre fin à l'activité de Claudia, mais a échoué et fini la jambe cassée. Bien qu'en mesure de donner de précieuses indications, il ne peut que rester sur place et attendre. Heather doit donc continuer seule le chemin. Elle poursuit Claudia jusque dans sa chapelle, où elle finit par apprendre toute la vérité à son sujet, ainsi qu'au sujet de son père. Heather est en quelque sorte la réincarnation de Cheryl, l'enfant dont l'identité fut corrompue par Alessa dans le premier opus de Silent Hill. À la fin de cet épisode, le père de Heather, Harry Mason, avait récupéré un bébé, qu'il éleva comme sa propre fille, car il n'avait pas pu sauver sa fille véritable Cheryl. Mais comme une malédiction ne s'efface pas si facilement, Alessa avait réussi à se blottir dans le corps du nouveau-né. Ainsi, Heather porte en elle l'esprit d'un dieu ou d'un démon. Celui-ci attendait que sa croissance soit terminée pour renaître. Du point de vue de Claudia, Heather est « la mère de Dieu », donc une sorte de Marie, mère christique d'une nouvelle religion. Heather découvrira d'ailleurs la « légende » d'une sainte terrassant un démon, et dont la ressemblance avec Heather est troublante.
Heather finit par retrouver Claudia, mais commence à avoir des contractions. Claudia est aux anges, tandis que Heather résiste. Vincent essaie de retenir Claudia afin d'empêcher la naissance du dieu, car il est satisfait du monde tel qu'il est et qu'il compte sur le Sceau de Métatron pour prévenir la naissance du dieu. Les paroles de Vincent sont un blasphème pour Claudia, qui révèle que le Sceau est inutile avant de poignarder Vincent. C'est ensuite Alessa qui se met à parler par la bouche de Heather, mais cette dernière saisit son médaillon porte-bonheur, un cadeau de son père, et l'ouvre. Elle y saisit quelque chose, sans doute de l'Aglaophotis, et l'avale, puis réussit à vomir le fœtus. Claudia est déconcertée. Pendant ce temps, Heather se relève et tente d'écraser le démon qui n'a pas fini sa gestation, mais Claudia l'en empêche. Malheureusement, Heather est encore trop émue pour pouvoir vraiment lutter. Claudia prend le fœtus du « dieu » et l'avale afin de pouvoir lui donner vie grâce à son propre corps. La terre s'enfonce alors sous ses pieds, et elle disparaît dans une sorte de cratère. Heather y plonge aussi et quelques instants plus tard, elle fait face à une créature dégoûtante. Elle brandit son poignard et hurle à ce prétendu « dieu » qu'il devra payer pour le meurtre de son père.
Trois fins sont possibles dans le jeu. La fin « Normale » montre Heather et Douglas survivre, après quoi Heather reprend son nom de Cheryl ; la fin « Possédée » voit Heather tuer Douglas alors qu'elle est sous le contrôle du dieu. La fin « Revanche » est une fin humoristique, tradition des jeux Silent Hill, montre Heather parler à Harry alors que des soucoupes volantes font exploser la ville.

### Personnages
- Heather Mason
- Douglas Cartland
- Claudia Wolf
- Vincent Smith
- Leonard Wolf
- Harry Mason
- Valtiel
- Alessa Gillespie

## Système de jeu
Silent Hill 3 est un jeu vidéo de genre survival horror dans lequel le joueur incarne Heather, une adolescente qui se réveille d'un cauchemar dans un centre commercial et tente de rentrer chez elle auprès de son père, tout en explorant des environnements qui oscillent entre la réalité et le monde « altéré », une version plus sanglante et surnaturelle de celle-ci. Le gameplay de Silent Hill 3 — en vue à la troisième personne et divisé entre des éléments de combat, d'exploration et de résolution d'énigmes — est très similaire à celui de ses deux prédécesseurs. La difficulté des combats et des énigmes peut être ajustée indépendamment. Concernant la difficulté des énigmes, il y a une différence considérable entre le niveau « normal » et le niveau « difficile ». Par exemple, une des énigmes en mode « normal » ne nécessite que d'aligner quelques livres pour obtenir un code d'accès, tandis que la version « difficile » de la même énigme exige une connaissance des œuvres de Shakespeare pour être résolue.
Pour faciliter l'exploration, Heather met rapidement la main sur une lampe de poche et une radio qui crépite lorsque des monstres sont proches. Heather peut attirer certains d'entre eux loin d'elle avec de la viande séchée, et se servir d'armes à feu et de mêlée pour les repousser. Heather peut également bloquer et effectuer des manœuvres d'esquive pour éviter les ennemis. Si elle est blessée, elle peut utiliser des trousses de premiers soins et des boissons énergisantes pour récupérer sa santé. Au fil de sa progression, Heather trouve les plans des différents lieux qu'elle traverse et les annote en y indiquant les portes verrouillées, les zones inaccessibles et les indices potentiels pour les énigmes. Certains endroits bloqués dans la réalité peuvent être accessibles dans le monde altéré et vice versa, avec par exemple des barrières ou des gouffres sans fond apparaissant dans certaines rues. Le jeu comporte trois fins différentes ainsi que des armes et des costumes déblocables.

## Développement
Silent Hill 3 est créé par la Team Silent, un groupe de développeurs au sein de Konami Computer Entertainment Tokyo. Le développement débute sur PlayStation 2 après la sortie de Silent Hill 2 en septembre 2001. Quasiment à la même époque, un autre jeu Silent Hill est développé en parallèle ; ce dernier doit explorer une direction différente pour la franchise, et n'est pas censé être numéroté et faire partie de la série de jeux principale. Appelé initialement Room 302, il sera finalement intégré à la série principale sous le nom Silent Hill 4: The Room. Le développement de Silent Hill 3 mobilise une équipe de développement plus restreinte que son prédécesseur : environ 40 personnes travaillent sur le jeu, parmi lesquelles les principaux développeurs de Silent Hill 2, et des nouveaux venus. Le portage Microsoft Windows sera développé plus tard par un petit groupe d'employés de Konami Computer Entertainment Tokyo.
En raison des chiffres de vente initialement décevants de Silent Hill 2 et des critiques des fans au Japon, Silent Hill 3 est d'abord pensé comme un rail shooter, et n'est pas une suite directe du premier Silent Hill. Selon Masahiro Ito, cette décision a provoqué une perte de temps de développement et de budget considérable. L'idée est abandonnée, mais le concept de rail shooter sera exploré par la suite avec Silent Hill: The Arcade (en) en 2007.
Comme pour les précédents opus de la série, une des influences de Silent Hill 3 est le film L'Échelle de Jacob : une des stations de métro s'appelle Bergen Street, comme la station à propos de laquelle se renseigne Jacob au début du film. Les développeurs citent aussi l'écrivain d'horreur Stephen King comme influence. Silent Hill 3 inclut des références à des acteurs et des actrices réels. Le nom de Douglas Cartland vient de l'acteur américain Douglas Fairbanks. Les développeurs déclarent que ce nom « semblait tout simplement lui convenir » et qu'il n'a aucun rapport avec son homonyme. Lors de la réalisation des esquisses, le personnage est basé sur le modèle de Giancarlo Giannini et Ian Holm. Le personnage de Claudia Wolf est considéré comme le plus difficile à concevoir. Les premières esquisses montrent une femme habillée comme une sainte, et à un moment donné elle a le crâne rasé, et le corps recouvert de tatouages. Les créateurs abandonnent cette dernière idée car ils estiment que c'est une manière trop ostensible de montrer son côté malveillant. En fin de compte, ils décident de s'inspirer de Julianne Moore, et lui retirent ses sourcils afin de rendre son apparence plus mystérieuse. Elle doit initialement s'appeler « Christie », mais ce prénom est jugé trop « mignon » et le personnage portera finalement le prénom de l'actrice italienne Claudia Cardinale. Le prénom de Vincent vient de Vincent Gallo, et les deux ont en commun leur barbe. Les esquisses préliminaires sont basées sur l'acteur Ethan Hawke, et ont pour but de lui donner l'apparence d'une personne « perturbée et lunatique. »

## Bande-son
| Compositeur : Akira Yamaoka Label : Konami Music Entertainment Sortie : 16 juillet 2003 au Japon, 6 août 2003 aux États-Unis Voix : Mary Elizabeth McGlynn 1 et Joe Romersa 2 1. Lost Carol 1 2. You're Not Here 1 3. Float Up from Dream 4. End of Small Sanctuary 5. Breeze - in Monochrome Night 6. Sickness Unto Foolish Death 7. Clockwork Little Happiness 8. Please Love Me... Once More 9. A Stray Child 10. Innocent Moon 11. Maternal Heart 12. Letter - from the Lost Days 1 13. Dance With Night Wind 14. Never Forgive Me, Never Forget Me 15. Prayer 16. Walk on Vanity Ruins 17. I Want Love 1 18. Heads No. 2 19. Memory of the Waters 20. Rain of Brass Petals 21. Flower Crown of Poppy 22. Sun 23. Uneternal Sleep 24. Hometown 2 25. I Want Love (Studio Mix) 1 26. Rain of Brass Petals (Three Voices Edit) (remix de Interlace) |

La bande-son de Silent Hill 3 est composée par Akira Yamaoka. Elle sort en Europe le 25 mars 2003 et au Japon le 16 juillet 2003, et elle est incluse dans les versions nord-américaines du jeu à sa sortie. La chanson « You're Not Here » est incluse dans la version PlayStation 2 de Dance Dance Revolution Extreme (en), et figure également dans la compilation de médias Silent Hill Experience sur PlayStation Portable. La bande-son du jeu est la première de la série à mettre en avant des voix de manière significative. La plupart des morceaux chantés sont interprétés par Mary Elizabeth McGlynn (créditée sous le nom de Melissa Williamson), tandis que Joe Romersa assure les chants du morceau « Prayer » et du thème de fin « Hometown ».

## Commercialisation
En Amérique du Nord, la version PlayStation 2 du jeu sort le 5 août 2003, accompagnée d'un CD de la bande-son du jeu.

## Accueil
Silent Hill 3 a reçu de bonnes critiques, dans l'ensemble meilleure sur la version console PlayStation 2 que sur le portage PC, le jeu souffrant de la comparaison avec d'autres titres ayant un meilleur système de combat pour la machine ou de problèmes techniques liés à la manette.
L'horreur du jeu et son atmosphère ont été appréciées,, contenant pour Eurogamer de « vraies séquences horrifiantes » et « contient des frissons intéressants » et « le sentiment d'angoisse et de noirceur est presque écrasant ». Les critiques ont apprécié que l'histoire racontée s'inscrive bien dans l'atmosphère du titre en faisant une « suite satisfaisante et cohérente », bien que son statut de suite « puisse rendre l'intrigue difficile à suivre pour qui n'a pas joué au premier titre », malgré « un effort appréciable pour aider les joueurs à ne pas être perdu ». Les graphismes, le son et la direction artistique ont également été notés comme participant bien à l'atmosphère du jeu.
Les critiques négatives pointent essentiellement le manque d'innovation dans le gameplay ; le jeu « ne fait rien de très différent de ce que la série a fait auparavant »,,. Les problèmes de caméra et le système de contrôle, bien qu'améliorés depuis les deux premiers jeux,, est décrit comme « bizarre, désorientant et provoquant de la motion sickness ». La durée de vie est également évoquée, certains trouvant que le jeu « peut être bouclé en une poignée d'heures ».
Silent Hill 3 s'est vendu à 300 000 exemplaires en novembre 2003. Il a été le jeu le plus vendu au Japon peu après sa sortie.